# 大熊由紀子
大熊 由紀子（おおくま ゆきこ、1940年 - ）は、日本の科学ジャーナリスト。朝日新聞社の論説委員を経て国際医療福祉大学大学院教授。夫は元朝日新聞記者の大熊一夫。母方の祖父は山川章太郎、伯父（母の兄）は山川邦夫、叔父（母の弟）は山川民夫。

## 経歴
東京都立日比谷高等学校卒業。東京大学教養学部教養学科で科学史・科学哲学を専攻。大学卒業後、朝日新聞社に入社。社会部記者、科学部記者、科学部次長等を経て、1984年、同業他社に先駆け同社で女性初の論説委員になり、医療、福祉、科学分野の社説を17年間担当。
1976年夏から朝日新聞紙上で原子力発電に関係する記事を48回にわたって連載し、加筆して『核燃料 : 探査から廃棄物処理まで』として朝日新聞社から刊行した。同社の社論が反原発から原子力発電容認に転換する上で大きな役割を果たした。
2001年から3年間大阪大学大学院人間科学研究科教授（ソーシャルサービス論）、2004年より国際医療福祉大学大学院教授。ほかに、佛教大学社会福祉学部客員教授、日本福祉大学客員教授、国立大学法人筑波技術大学理事、介護対策検討会委員、医療審議会委員、国民生活審議会委員、全国ボランティア活動振興センター運営委員、公衆衛生審議会委員、中央社会福祉審議会、障害者の欠格条項をなくす会共同代表、千葉県21世紀健康福祉戦略検討委員会座長、千葉県健康福祉政策担当参与、滋賀県高齢化対策委員会会長、日本社会福祉士会理事、共用品推進機構理事などを歴任した。
2000年、第4回女性科学者の会功労賞を受賞した。
東京電力福島第一原発事故のあとにおいても、原発を薬に喩えて「薬害は問題ですが薬をなくせとなりません」と述べ、原発推進の立場に変わりはない（2012年1月18日付「朝日新聞」夕刊）

## 著作

### 単著
- 『核燃料 : 探査から廃棄物処理まで』朝日新聞社、1977年2月。ISBN 4022544554。
- 『女性科学ジャーナリストの眼』勁草書房、1985年1月。ISBN 4326650362。
- 『「寝たきり老人」のいる国いない国』ぶどう社、1991年4月。ISBN 4892400955。
- 『恋するようにボランティアを : 優しき挑戦者たち』ぶどう社、2008年4月。ISBN 4892401943。
- 『物語介護保険 : いのちの尊厳のための70のドラマ』上・下　岩波書店、2010年。ISBN 4000253077。ISBN 4000253085。

### 編著
- 『福祉が変わる医療が変わる－日本を変えようとした70の社説＋α』ぶどう社、1996年11月
- 『講座・障害をもつ人の人権』有斐閣
- 『ほんとうの長寿社会をもとめて－市町村からの新しい波』ぶどう社
- 『クローさんの愉快な苦労話－デンマーク式自立生活はこうして誕生した』ぶどう社
- 『科学は人間を幸せにするか』勁草書房

### 共著
- 『心のプリズム』朝日新聞社
- 『あすのエネルギー』朝日新聞社
- 『ことわざ医学事典』朝日新聞社
- 『人間性の医学』名古屋大学出版会
- 『科学技術と人間のかかわり』大阪大学出版会